# Ледоколы проекта 10621
Ледоколы проекта 10620, 10621 — тип советских ледоколов.

## Описание
Строительство серии многоцелевых ледокольно-транспортных судов-снабженцев для Арктики и приарктических районов было обусловлено необходимостью замены устаревших судов типа «Амгуэма», а также тем, что суда типа «Норильск» (SA-15) не могли осуществлять снабженческие операции в некоторых арктических районах из-за большой осадки.
Суда серии спроектированы для плавания во льдах за ледоколами типов «Капитан Сорокин» и «Арктика» и самостоятельного плавания в сплошном ровном льду толщиной 0,8 м при скорости 1,5 узла, частоте вращения винта 160 об/мин и при мощности на винте 9,3 МВт. Предусмотрена возможность толкания и буксировки судна ледоколами.
Проект 10620 — Тип «Витус Беринг»: тип судна — одновинтовой, двухпалубный, ледокольно-транспортный дизель-электроход с баком и квартердеком, с носовым расположением надстройки и машинно-котельного отделения, четырехтрюмный, приспособленный для вертикальной и горизонтальной грузообработки с помощью грузовых кранов, аппарели, судовых вертолётов, платформ на воздушной подушке, а также плавучих средств судового базирования. Корпус судна сварной, выполнен по смешанной системе набора. Судно оборудовано днищевым и подпалубным коридорами.
Проект 10621: аналогичен по предназначению с проектом 10620, но имеет одно очень важное отличие, это не дизель-электроход, а теплоход. Данный проект оснащён одним главным двигателем с прямым приводом на винт ВРШ; из-за этого имеет немного другую геометрию грузового пространства.
Назначение: перевозка генеральных, крупногабаритных (до 7×18 м) и тяжеловесных (до 48 т) грузов; накатной техники (массой до 43.5 т); жидких грузов (два сорта дизельного топлива, в том числе с температурой вспышки паров ниже 43°С); рефрижераторных грузов; горюче-смазочных и легковоспламеняющихся материалов в таре; каменного угля, руды; взрывоопасных грузов; контейнеров международного стандарта.
Первая серия судов оснащалась дизель-электрической силовой установкой. Вторая серия судов имела дизельную силовую установку. В процессе строительства серий незначительно менялись главные размерения судна и функциональное оснащение грузовых помещений. Все суда данного типа предусматривали возможность использования для рейдовых грузовых операций до двух вертолётов (Ми-8 или Ка-32) с постоянным базированием на судне.

## Проект 10620
Место постройки: Херсонский ССЗ (СССР, Украинская ССР, г. Херсон).
Головное судно: «Витус Беринг», 1986 год.
Всего построено 5 судов.
Класс регистра: КМ(*)ULA[2] AUT2
Длина, м: 163.9
Ширина, м: 22,45
Высота борта, м: 12,0
Осадка, м: 9,0
Валовая вместимость, т: 13 514
Дедвейт, т: 10 700
Водоизмещение, т: 20 200
Количество и мощность ГД, кВт: 2×5730
Марка ГД: Wärtsilä-Sulzer 12ZV 40/48
Скорость, уз: 16,4
Количество палуб: 2
Количество переборок: 9
Количество и (суммарная) кубатура сухогрузных трюмов, м³: 1×1170; 1×3180; 1×4810; 1×3530; 1×2610
Количество и (суммарная) кубатура наливных (грузовых) танков, м³: 2×212
Количество и (суммарная) кубатура рефрижераторных трюмов, м³: 2×338
Контейнеровместимость, TEU: 318 (в том числе 28 рефрижераторных)
Экипаж (запасных мест), чел: 43 (14)
Дальность плавания, миль: 10 000
Таблица судов
| Проект | Стр. № | Постр.  | Списано            | IMO     | Наименование         | Дата                               | Порт                           | Владелец           | Примечание                                |
| 10620  | 5001   | 10.1986 | 08.2003            | 8624383 | Deepwater 1          | 1997                               | Кингстаун                      | неизвестно         | Переделан в плавучий отель на 350 человек |
| 10620  | 5001   | 10.1986 | 08.2003            | 8624383 | Витус Беринг         | 23.09.1992                         | Владивосток                    | ДВМП               |                                           |
| 10620  | 5002   | 09.1987 |                    | 8624395 | Caballo Azteca       | 09.05.2002                         | Мехико                         | Прочие             | Владелец: Oceanografia SA DE CV           |
| 10620  | 5002   | 09.1987 | Deepwater Supply 1 | 8624395 | 31.12.1998           | (приписка неизвестна — Нидерланды) | неизвестно                     |                    |                                           |
| 10620  | 5002   | 09.1987 | Arctic Supply 1    | 8624395 | 02.11.1997           | Кингстаун                          | неизвестно                     |                    |                                           |
| 10620  | 5002   | 09.1987 | Алексей Чириков    | 8624395 | 23.09.1992           | Владивосток                        | ДВМП                           |                    |                                           |
| 10620  | 5002   | 09.1987 | Алексей Чириков    | 8624395 | 23.09.1992           | Владивосток                        | ДВМП (СССР)                    |                    |                                           |
| 10620  | 5003   | 12.1987 | 02.11.2016         | 8624400 | Persian Pearl        | 2006                               | Кингстаун                      | Прочие             | Владелец: Kito Enterprises LLC            |
| 10620  | 5003   | 12.1987 | 02.11.2016         | 8624400 | Deepwater-2          | 1998                               | Кингстаун                      | неизвестно         | Утилизирован в Аланге (Индия)             |
| 10620  | 5003   | 12.1987 | 02.11.2016         | 8624400 | Владимир Арсеньев    | 23.09.1992                         | Владивосток                    | ДВМП               | Утилизирован в Аланге (Индия)             |
| 10620  | 5004   | 12.1988 |                    | 8723426 | Василий Головнин     | 23.09.1992                         | Владивосток                    | ДВМП               |                                           |
| 10620  | 5005   | 09.1989 | 06.2013            | 8730443 | Lewek Triumph        | 09.10.2010                         | Кингстаун                      | Прочие             | Владелец: Lewek Shipping PTE Ltd          |
| 10620  | 5005   | 09.1989 | 06.2013            | 8730443 | Dp Polar             | 09.10.2006                         | Кингстаун                      | Прочие             | Владелец: Marine Exploration & Mining     |
| 10620  | 5005   | 09.1989 | 06.2013            | 8730443 | Antarctica           | 14.07.2000                         | (приписка неизвестна — Италия) | неизвестно         | Владелец: Diamar Spa                      |
| 10620  | 5005   | 09.1989 | 06.2013            | 8730443 | Степан Крашенинников | 23.09.1992                         | Владивосток                    | ДВМП               |                                           |
| 10621  | 6001   | 12.1990 | 12.09.2018         | 8837928 | Иван Папанин         | 23.12.1992                         | Мурманск                       | ММП (СССР)         | Утилизирован в Читтагонге (Бангладеш)     |
| 10621  | 6002   | 12.1991 | 19.10.2013         | 9056894 | Ice Maiden I         | 30.04.2007                         | Кипр                           | Прочие             | Владелец: Silters Co Ltd.                 |
| 10621  | 6002   | 12.1991 | 19.10.2013         | 9056894 | Paardeberg           | 28.02.2005                         | Кингстаун                      | Прочие             | Владелец: Mertech Marine Pty Ltd.         |
| 10621  | 6002   | 12.1991 | 19.10.2013         | 9056894 | Outeniqua            | 30.05.1993                         | Кейптаун                       | ВМС ЮАР            |                                           |
| 10621  | 6002   | 12.1991 | 19.10.2013         | 9056894 | Ювент                | 30.06.1992                         | Калининград                    | Прочие             | ООО «Аква Лимитед»                        |
| 10621  | 6002   | 12.1991 | 19.10.2013         | 9056894 | Александр Следзюк    | 1992                               | Калининград                    | неизвестно         |                                           |
| 10621  | 6002   | 12.1991 | 19.10.2013         | 9056894 | Юпитер               |                                    | Калининград                    | неизвестно         | Проектное название                        |
| 10621  | 6003   | 09.1993 |                    | 8877899 | Xue Long             | 04.02.1995                         | Шанхай                         | Прочие             | Владелец: China GOVT Polar Research       |
| 10621  | 6003   | 09.1993 | Snow Dragon        | 8877899 | 09.1993              |                                    | Шанхай                         | Прочие             | Владелец: China GOVT Polar Research       |
| 10621  | 6003   | 09.1993 | Снежный Дракон     | 8877899 | 09.1993              | неизвестно                         | Шанхай                         | Проектное название |                                           |

На ноябрь 2012 года информация о списании есть по головному судну «Витус Беринг».
Согласно «Ship demolition report 17/6/2013» судно Степан Крашенинников под именем DP Polar было утилизировано в Турции.
По судну «Ice Maiden I», построечное имя «Юпитер», информация противоречивая. Впервые информация о том, что оно утилизировано мелькнула в 2010 году, но фактически в интернете есть фото до ноября 2013 года, что корпус хранится пришвартованным без изменений. Скорее всего судно фактически было утилизировано после ноября 2013 ода.
История всех остальных судов разная, некоторые из них подверглись серьёзным внутренним и внешним преобразованиям.
Все пять судов проекта 10620 после постройки вошли в состав тогда ещё государственной компании — Дальневосточное морское пароходство (FESCO). 

В конце 90-х годов в силу экономических причин и снижения объёма арктических перевозок четыре из пяти судов были проданы иностранным компаниям:
- т/х «Витус Беринг» был преобразован в Offshore Supply Wareship, с возможностью размещения до 350 человек и работал под именем «Deepwater 1»
- т/х «Алексей Чириков» в итоге был приобретен океанографической службой Мексики и под именем «CABALLO AZTECA» предназначался для поддержки буровых работ и для размещения персонала. На этом судне кроме срезанных кормовых ангаров, изменен пропульсивный комплекс и электростанция. Установлены две винторулевые колонки и три подруливающих устройства. Классификация — (RINA) 100 — A — 1.1 — NAV IL; AP DYNAPOS AM/AT R
- Т/х «Владимир Арсеньев» преобразован в судно обеспечения платформ для разведывательного бурения. Внешних изменений практически не видно. Степень внутренних изменений неизвестна. Последнее время известен под именем «PERSIAN PEARL», ранее работал как «Deepwater 2».
- т/х «Степан Крашенинников» работал под именем «Lewek Triumph» в одной из Сингапурских компаний по обеспечению оффшорных работ, с акцентом на возможность работы в ледовых условиях. Работал в Антарктических экспедициях в интересах индийских и сингапурских ученых. Следы судна потерялись в Венесуэле, куда судно было отбуксировано без экипажа, в неисправном состоянии и после пожара. Согласно Ship demolition report 17/6/2013 судно под именем DP Polar было утилизировано в Турции, Aliaga (DP Polar [VC] Cargo vessel built 1989 IMO 8730443 — 10,700 dwt)
- т/х «Василий Головнин» работает у FESCO (ПАО «Дальневосточное морское пароходство») до сих пор, серьёзных преобразований не имел.

## Проект 10621
Место постройки: Херсонский ССЗ (СССР, Украинская ССР, г. Херсон).
Головное судно: Иван Папанин, 1990 год.
Всего построено 3 судна, в том числе 1 на экспорт в КНР.
Класс регистра: КМ(*)ULA[2] AUT2
Длина, м: 166.4
Ширина, м: 22.9
Высота борта, м: 13.5
Осадка, м: 9.0
Валовая вместимость, т: 14184
Дедвейт, т: 10500
Водоизмещение, т: 21 000
Количество и мощность ГД, кВт: 1×13200
Марка ГД: 8ДКРН 60/195-10
Скорость, уз: 16,7
Количество палуб: 2
Количество переборок: 7
Количество и (суммарная) кубатура сухогрузных трюмов, м³: 1×3915; 1×7860; 1×3710; 1×1545
Количество и (суммарная) кубатура наливных танков, м³: 2×330
Контейнеровместимость, TEU: 325 (в том числе 20 рефрижераторных)
Экипаж (запасных мест), чел: 43 (14)
Дальность плавания, миль: 10 000
Головное судно: «Иван Папанин», 1990 год. Работает с постройки в Мурманском морском пароходстве, серьёзных изменений не имел, участвовал в Арктических и Антарктических экспедициях.
Второе судно «Александр Следзюк» за свою жизнь успело поработать с учеными из Калининграда, затем попало в военно-морской флот ЮАР, ходило в Антарктику, несколько раз было перепродано и до ноября 2013 года точно находилось в Великобритании в законсервированном состоянии, как баржа с ледовым классом, под именем «Ice Maiden I». Были произведены проектные работы по преобразованию судна в плавучий отель, но финансирование проекта в 2008 году не состоялось и работы до конца доведены не были. 

История судна: 
1992 передан фирме Аква Калининград как «Ювент»
1992 продан в ЮАР, передан South African Navy как «Outeniqua» (commissioned 8.06.1993). Списан из ВМФ 30.07.2004
2006 продан Mertech Marine Pty. Ltd. (Offshore Maritime Servicess- mgr), назван «Paardeberg»
2006 продан C&M Gp.
2007 получил рабочее проектное название flotel "Ice Maiden
Третье судно: Xue Long («Сюэлун», «Снежный дракон»), был построен в 1993 году на Херсонском судостроительном заводе. Приобретён Китаем в 1994 году. Единственный на данный момент ледокол в Китае.